# Måna
Måna także Måne   – rzeka w Norwegii, w okręgu Telemark.

## Geografia
Måna wypływa z jeziora Møsvatn położonego na wysokości 919–900 m n.p.m. i spływa do jeziora Tinnsjå na wysokości 191–187 m n.p.m.  Po drodze tworzy wodospad Rjukanfossen. Całkowita wysokość wodospadu wynosi 104 m. Rjukanfossen jest często przedstawiany w literaturze i sztuce .
Ponad 720-metrowy spadek na rzece między jeziorami wykorzystywany jest do produkcji energii elektrycznej .    